# منطقة الصلابة

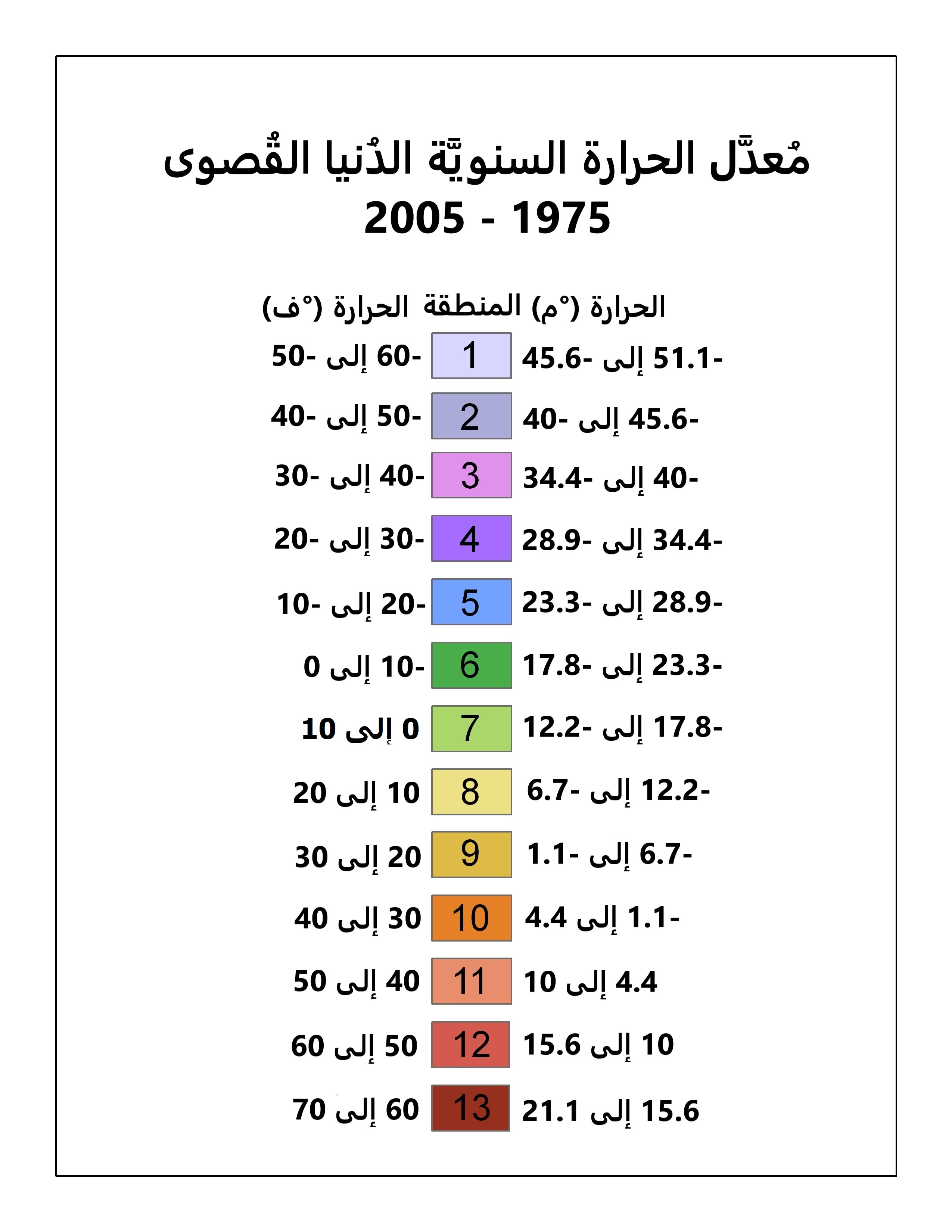
مقياس درجة الحرارة المستخدم لتحديد مناطق الصلابة وفقًا لوزارة الزراعة في الولايات المتحدة. وهي الحدود الدنيا القصوى السنوية (تخصص مساحة لمنطقة بأخذ أدنى درجة حرارة مسجلة فيها في سنة معينة). كما هو موضح، تستخدم وزارة الزراعة في الولايات المتحدة مجموعة بيانات نظم المعلومات الجغرافية (جي آي إس) المحسوب متوسطها منذ 1976 حتى 2005 لخرائط الولايات المتحدة.

منطقة الصلابة، هي منطقة محددة جغرافياً يمكن أن تنمو فيها فئة معينة من الحياة النباتية تحت شروط مناخية محددة، وتكون تلك الحياة النباتية قادرة على تحمل الحد الأدنى من درجات حرارة المنطقة. على سبيل المثال، النبات الذي يوصف بأن «درجة صلابته تابع للمنطقة 10» يعني أن هذا النبات يمكنه أن يتحمل درجة حرارة لا تقل عن -1 درجة مئوية (30 درجة فهرنهايت). ويمكن لنبات آخر درجة صلابته تابع للمنطقة 9 أن يتحمل درجات حرارة تصل إلى -7 درجة مئوية (19 درجة فهرنهايت). تم استحداث هذا النظام من قبل وزارة الزراعة الأمريكية ثم اعتُمد هذا النظام في دول أخرى.
يحدد النظام الأصلي والأكثر استخدامًا، الذي وضعته وزارة الزراعة في الولايات المتحدة (يو إس دي إيه) كدليل عام لتنسيق الحدائق والبستنة، 13 منطقة وفقًا لدرجة الحرارة الدنيا القصوى السنوية. كيّف هذا النظام بواسطة وإلى بلدان أخرى (مثل كندا) وبأشكال مختلفة.
تشير «منطقة الصلابة» أو «المنطقة» ببساطة عادةً، ما لم يحدد خلاف ذلك، إلى مقياس وزارة الزراعة في الولايات المتحدة. يمكن وصف النبات مثلًا بأنه «صعب الوصول إلى المنطقة 10»: وهذا يعني أن النبات يمكنه تحمل درجة حرارة من 30 درجة فهرنهايت (-1.1 درجة مئوية) حتى 40 درجة فهرنهايت (4.4 درجة مئوية).
طورت مخططات تصنيف صلابة أخرى أيضًا، مثل الجمعية الملكية للبستنة في المملكة المتحدة وأنظمة كتب حديقة الغروب الغربية في الولايات المتحدة.

## مناطق الصلابة في الولايات المتحدة (مقياس وزارة الزراعة في الولايات المتحدة)
طور نظام وزارة الزراعة في الولايات المتحدة أصلًا لمساعدة البستانيين ومنسقي الحدائق في الولايات المتحدة.
يمكن العثور على خرائط لكل ولاية على حدة، بالإضافة إلى نظام إلكتروني يسمح بالعثور على المنطقة الموافقة لرمز بريدي معين، على موقع ويب. USDA Agricultural Research Service (USDA-ARS)
تقع معظم المناطق الدافئة (المناطق 9 و10 و11) في النصف الجنوبي العميق من الولايات المتحدة، وعلى الحواف الساحلية الجنوبية. يمكن العثور على مناطق أعلى في هاواي (حتى 12) وبورتوريكو (حتى 13). يقع الجزء الأوسط الجنوبي من البر الرئيسي والمناطق الساحلية الوسطى في المناطق الوسطى (المناطق 8 و7 و6). يضم الجزء الشمالي الأقصى في الجزء الداخلي الأوسط من البر الرئيسي بعض المناطق الأكثر برودة (المناطق 5 و4 ومساحة صغيرة من المنطقة 3) وغالبًا ما يكون نطاق درجات الحرارة أقل اتساقًا في الشتاء نظرًا لكونها أكثر قارية، وبالتالي تقيد خريطة المنطقة في هذه المساحات. يمكن العثور على مناطق أدنى في ألاسكا (وصولًا حتى 1). تعد خطوط العرض المنخفضة والطقس المستقر غالبًا في فلوريدا وساحل الخليج وجنوب أريزونا وكاليفورنيا، مسؤولةً عن ندرة موجات البرد القارس مقارنةً بالوضع الطبيعي في تلك المناطق. تعد فلوريدا كيز (11ب) المنطقة الأكثر دفئًا في الولايات الـ48 المتجاورة، في حين يعتبر شمال وسط ولاية مينيسوتا (3أ) المنطقة الأبرد. تضم هاواي أدفأ منطقة صلابة في الولايات المتحدة وتقع في المنطقة 12ب. وفي المقابل، تضم فورت يوكون، ألاسكا أبرد منطقة صلابة مقارنةً بمدن الولايات المتحدة وتقع في المنطقة 1أ.

## مناطق الصلابة الأسترالية
لا تستخدم مناطق الصلابة التي حددتها وزارة الزراعة في الولايات المتحدة في أستراليا. ابتكرت الحدائق النباتية الوطنية الأسترالية نظامًا آخر أكثر توافقًا مع الظروف الأسترالية. تحدد المناطق بخطوات مقدارها 5 درجات مئوية، من -15-10 درجة مئوية للمنطقة 1، حتى 15-20 درجة مئوية للمنطقة 7. تكافئ المنطقة الأسترالية 3 تقريبًا المنطقة 9 لوزارة الزراعة في الولايات المتحدة. لم يكن لأرقام المناطق الأسترالية الأعلى أي مكافئ في الولايات المتحدة قبل إضافة وزارة التنمية الأمريكية لعام 2012 للمناطق 12 و13.
قد يكون انتشار محطات الطقس غير كافٍ وتجمع عدة أماكن ذات المناخات المختلفة معًا. تملك 738 محطة أسترالية سجلات لأكثر من عشر سنوات (محطة واحدة لكل 98,491 هكتار أو 243,380 فدانًا)، رغم أن محطات المناطق المأهولة بالسكان تغطي هكتارات أقل نسبيًا. يوجد في جبل إيسا ثلاث محطات مناخية مع أكثر من عشر سنوات قياسية. يقع أحدهما في المنطقة 4أ، والأخرى في المنطقة 4ب، والأخرى في المنطقة 5أ. ينقسم سكان سيدني بين المنطقتين 3أ و4ب. وتوجد مواقع مختلفة في نفس المدينة تناسب نباتات مختلفة.

## مناطق الصلابة الأوروبية

### بريطانيا وأيرلندا
تتمتع بريطانيا وأيرلندا بفصول شتاء أكثر اعتدالًا مما يتيح موقعهما الشمالي، بسبب التأثير المعتدل لتيار شمال الأطلسي على المناخ البحري المعتدل الأيرلندي والبريطاني. يعني هذا أن مناطق صلابة وزارة الزراعة في الولايات المتحدة بالنسبة لبريطانيا وأيرلندا مرتفعة جدًا، من 7 حتى 10، كما يوضح أدناه.
- المنطقة 7: مرتفعات غرامبيان ومحليًا في المرتفعات الجنوبية في اسكتلندا؛ ومرتفعات بنين في إنجلترا، وفي ويلز الجزء الأعلى من سنودونيا.
- المنطقة 8: معظم إنجلترا، وويلز، واسكتلندا، وأجزاء من وسط أيرلندا وسنافل في جزيرة مان.
- المنطقة 9: معظم غرب وجنوب إنجلترا وويلز، وغرب اسكتلندا، وفي حافة ساحلية ضيقة جدًا على الساحل الشرقي لاسكتلندا وشمال شرق إنجلترا (على بعد 5 كيلومترات (3.1 ميل) من بحر الشمال)، ولندن، ومنطقة ويست مدلاندز الحضرية، ومعظم أيرلندا ومعظم جزيرة مان.
- المنطقة 10: المناطق الساحلية المنخفضة جدًا في جنوب غرب أيرلندا وجزر سيلي.

لا تطبق مناطق وزارة الزراعة في الولايات المتحدة جيدًا في المملكة المتحدة لأنها مصممة لمناخ قاري. يجب مراعاة فصول الصيف الأكثر برودة في المملكة المتحدة. قد لا يتصلب النمو الجديد كفايةً أو يفشل في التصلب ما يؤثر على نجاته في الشتاء.
في عام 2012، قدمت الجمعية الملكية للبستنة في المملكة المتحدة تصنيفات جديدة للصلابة النباتات، من H7، الأكثر صلابة (تتحمل درجات حرارة أقل من -20 درجة مئوية (−4 درجة فهرنهايت)) حتى H1a (تحتاج درجات حرارة أعلى من 15 درجة مئوية (59 درجة فهرنهايت)). تعتمد تصنيفات صلابة الجمعية الملكية للبستنة على درجات حرارة الشتاء الدنيا المطلقة (بالدرجة المئوية) بدلًا من متوسط درجات الحرارة الدنيا القصوى السنوية على المدى الطويل التي تحدد مناطق وزارة الزراعة في الولايات المتحدة.

### الدول الإسكندنافية ومنطقة بحر البلطيق
تقع الدول الإسكندنافية على نفس خط عرض ألاسكا أو غرينلاند، لكن تأثير تيار الأطلسي الشمالي الدافئ أكثر وضوحًا فيها مما هو عليه في بريطانيا وأيرلندا. لا يقع أي مكان من الجزء القطبي الشمالي من الدول الإسكندنافية تحت المنطقة 3، باستثناء بقعة صغيرة جدًا بالقرب من كاراشوك في النرويج، التي تقع في المنطقة 2. تقع جزر فارو على دائرة العرض 62-63 درجة شمالًا وجزر لوفوتين الخارجية على دائرة العرض 68 درجة شمالًا في المنطقة 8. تقع ترومسو (مدينة ساحلية في النرويج على دائرة العرض 70 درجة شمالًا) في المنطقة 7، وحتى لونغاييربيين، مدينة حقيقية في أقصى شمال العالم على دائرة العرض 78 درجة شمالًا، تقع في المنطقة 4. تشترك جميع هذه المواقع الساحلية في شيء واحد، وهو الصيف البارد والرطب، ونادرًا ما تتجاوز درجات الحرارة 20 درجة مئوية (68 درجة فهرنهايت) (أو 15 درجة مئوية (59 درجة فهرنهايت) في لونغاييربيين). يوضح هذا أهمية مراعاة مناطق الحرارة لفهم ما قد ينمو أو لا ينمو بشكل أفضل.